# 新埃斯佩蘭薩杜皮里亞
新埃斯佩蘭薩杜皮里亞（葡萄牙語：Nova Esperança do Piriá），是巴西的城鎮，位於該國北部，由帕拉州負責管轄，始建於1993年12月29日，面積2,810平方公里，2010年人口20,159，人口密度每平方公里7.17人。